# Cai Peng
Cai Peng (chiń. 蔡鹏; ur. 9 marca 1983 w Szantung) – chiński lekkoatleta specjalizujący się w skoku w dal.

## Osiągnięcia
- złoty medal mistrzostw świata juniorów (Santiago 2000)
- brąz Halowych Mistrzostw Azji (Teheran 2004)

## Rekordy życiowe
- skok w dal - 8.02 (1999)
- skok w dal (hala) - 7.84 (2004)